# Nonciature apostolique en Slovénie
La nonciature apostolique en Slovénie constitue la représentation officielle du Saint-Siège à Ljubljana, où réside le nonce apostolique.

## Histoire
Le Saint-Siège fut l’un des premiers pays à reconnaître la Slovénie comme un État indépendant en 1990. Dès 1992, un nonce apostolique est désigné pour représenter les intérêts du pape en Slovénie. Le 3 février 2016, le Cardinal secrétaire d'État Pietro Parolin inaugure des locaux permanents à Ljubljana, la nonciature apostolique de Slovénie.
Le nonce apostolique en Slovénie est également le délégué apostolique du Saint-Siège auprès du Kosovo.

## Nonces apostoliques à Ljubljana
- Pier Luigi Celata (1992-1995), également archevêque titulaire de Dioclée (de)
- Edmond Farhat (1995-2001), également archevêque titulaire de Byblus (de)
- Marian Oleś (2001-2002), également archevêque titulaire de Ratiaria (de)
- Giuseppe Leanza (2002-2003), également archevêque titulaire de Lilybaeum (de)
- Santos Abril y Castelló (2003-2011), également archevêque titulaire de Tamada (de)
- Juliusz Janusz (2011-2018), également archevêque titulaire de Caprulae (de)
- Jean-Marie Speich (2019-2025)[2],[3], également archevêque titulaire de Sulci (de)
- Luigi Bianco (depuis 2025)